# Partit Pheu Thai
El Partit Pheu Thai (PTP; Tailandès: พรรคเพื่อไทย, encès. 'Partit Per Tailandesos', RTGS: Phak Phuea Thai) és un important partit polític tailandès i és la tercera encarnació d'un partit polític tailandès fundat per l'antic primer ministre Thaksin Shinawatra.

## Història
El Partit Pheu Thai es va fundar el 20 de setembre de 2007, com a reemplaçament anticipat del Partit del Poder del Poble (PPP), que el Tribunal Constitucional de Tailàndia va dissoldre menys de tres mesos després després de declarar els membres del partit culpables de frau electoral. El Partit del Poder Popular era un substitut del Partit Thai Rak Thai (TRT) original de Thaksin Shinawatra, dissolt pel Tribunal el maig de 2007 per violació de les lleis electorals.

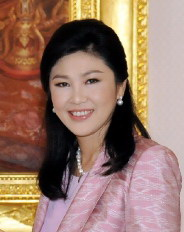
Yingluck Shinawatra, primera ministra entre 2011 i 2014

Al maig de 2011 el partit, estretament lligat a Thaksin Shinawatra, va anomenar a Yingluck Shinawatra com a candidata per a Primer Ministre a les eleccions generals de 2011. La seva campanya es va centrar en una plataforma per la reconciliació nacional, l'erradicació de la pobresa i la reducció de l'impost de societats. El partit va aconseguir una victòria aclaparadora, obtenint 265 escons dels 500 que té la Cambra de Representants de Tailàndia, i va guanyar l'aleshores primer ministre, Somchai Wongsawat, que només en va aconseguir 159 per al Partit Demòcrata. Va ser la segona vegada en la història política tailandesa on un sol partit aconseguia majoria parlamentària. L'anterior cop havia estat el partit del seu germà, el partit Thai Rak Thai.
Davant la situació el 20 de maig del 2014 i l'escalada de violència, les forces armades perpetren un Cop d'Estat imposant la Llei marcial liderat per Prayut Chan-o-cha. El 2019, després de nombrosos retards, la junta finalment va celebrar eleccions generals el 24 de març en les que el Senat seria nomenat íntegrament per la junta i els districtes electorals redissenyats a darrera hora. El partit pro-junta Palang Pracharath va formar un govern de coalició, amb Prayut Chan-o-cha escollit pel parlament per a un segon mandat com a primer ministre tot i que el seu partit no va guanyar la majoria d'escons.

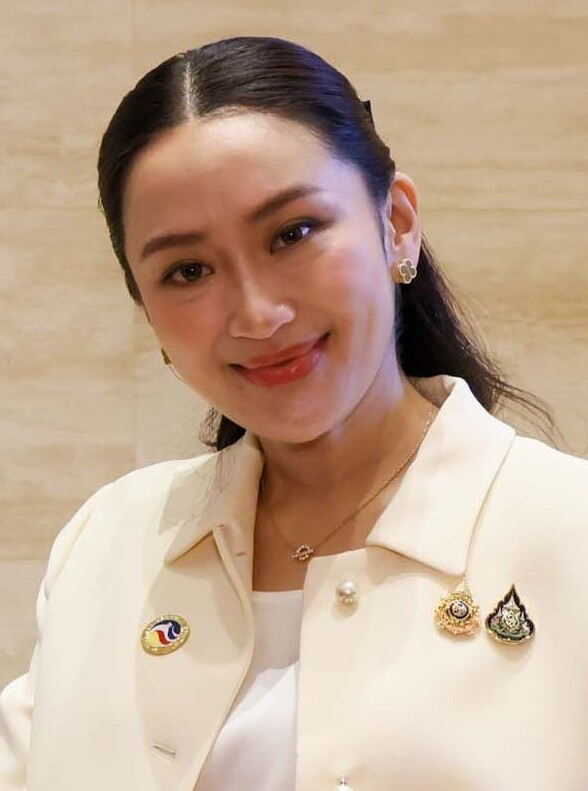
Paetongtarn Shinawatra, primera ministra des de 2024

El 2023 compta amb 66.833 membres i va guanyar 141 escons a les eleccions generals de Tailàndia de 2023, que va guanyar el partit Avançar, el que el converteix en el partit amb el segon nombre més gran d'escons a la Cambra de Representants tailandesa. Quan Pita Limjaroenrat d'Avançar se sotmetia a una segona votació parlamentària per intentar ser elegit com a primer ministre, va ser suspès com a diputat pel Tribunal Constitucional de Tailàndia i Srettha Thavisin, del Pheu Thai, acabà sent escollit, sent deposat posteriorment per una sentència del Tribunal Constitucional de Tailàndia pel nomenament de Pichit Chuenban com a ministre, quan havia estat a la presó per intentar subornar membres del Tribunal Suprem, i Paetongtarn Shinawatra fou la nomenada pel seu partit per succeïr-lo. L'1 de juliol de 2025, Paetongtarn va ser suspesa del seu càrrec pel Tribunal Constitucional a causa d'una trucada telefònica filtrada entre ella i l'exlíder cambodjà Hun Sen, en la qual semblava submisa a ell arran de la conflicte fronterer entre Tailàndia i Cambodja de 2025. La viceprimera ministra, Suriya Juangroongruangkit, va assumir el càrrec de líder en funcions de Tailàndia.

## Resultats Electorals
| Eleccions generals de Tailàndia | Eleccions generals de Tailàndia | Eleccions generals de Tailàndia           | Eleccions generals de Tailàndia           | Eleccions generals de Tailàndia           | Eleccions generals de Tailàndia           | Eleccions generals de Tailàndia           |                                           |
| Any                             | Líder                           | Vots                                      | %                                         | Escons Assemblea                          | +/-                                       | Govern                                    |                                           |
| ------------------------------- | ------------------------------- | ----------------------------------------- | ----------------------------------------- | ----------------------------------------- | ----------------------------------------- | ----------------------------------------- | ----------------------------------------- |
| 2011                            | Yingluck Shinawatra             | 15.744.190                                | 48,41                                     | 265 / 500                                 | N/D                                       | Coalició                                  |                                           |
| 2014                            | Yingluck Shinawatra             | Suspeses, Cop d'estat a Tailàndia de 2014 | Suspeses, Cop d'estat a Tailàndia de 2014 | Suspeses, Cop d'estat a Tailàndia de 2014 | Suspeses, Cop d'estat a Tailàndia de 2014 | Suspeses, Cop d'estat a Tailàndia de 2014 | Suspeses, Cop d'estat a Tailàndia de 2014 |
| 2019                            | Sudarat Keyuraphan              | 7.920.630                                 | 22,29                                     | 136 / 500                                 | ▼129                                      | Oposició                                  |                                           |
| 2023                            | Paetongtarn Shinawatra          | 10.962.522                                | 28,86                                     | 141 / 500                                 | ▲5                                        | Coalició                                  |                                           |